# Харви, Мик
Мик Харви (англ. Mick Harvey, полное имя — Майкл Джон Харви, англ. Michael John Harvey; род. 29 августа 1958) — австралийский музыкант-мультиинструменталист, композитор, аранжировщик и продюсер. Наиболее известен как участник групп Nick Cave and the Bad Seeds и Crime and the City Solution.

## Ранние годы
Мик Харви родился в небольшом городе под названием Рочестер, но уже в раннем детстве переехал в пригород Мельбурна. Отец Харви был викарием английской церкви и Мик с раннего возраста пел в церковном хоре. Вместе с братьями Филиппом и Себастьяном он учился в частной школе для мальчиков Caulfield. В начале 1970-х Харви встретил в этой школе Ника Кейва, Филла Калверта и Трейси Пью, вместе с которыми он начал играть на школьных вечерах, в основном репертуар Лу Рида, Дэвида Боуи и Элиса Купера.

## The Birthday Party
В 1975-м, после окончания учебного года, начинающие музыканты основали группу под названием Boys Next Door. В её состав вошли Харви с гитарой, Калверт с басом, Пью за ударной установкой и Кейв у микрофона. Во время австралийской панк-волны в лице таких групп как The Saints и Radio Birdman Boys Next Door предпочитали играть музыку новой волны. С 1977-го по 1980-й они регулярно давали концерты в мельбурнских пабах, играя музыку в стиле The Stooges и The Jam. В 1978 году к группе присоединился второй гитарист Роланд С. Говард, привнёсший в Boys Next Door характерную ему хаотичную обратную связь. В 1980 году коллектив, сменив название на The Birthday Party, отправился в Лондон, где начал играть собственную весьма мрачную и агрессивную музыку. В 1982 году группа переехала в Западный Берлин, где был изгнан Филл Калверт, и Мик Харви был вынужден оставить гитару и пересесть за барабаны. The Birthday Party, тем не менее, прекратила своё существование уже год спустя.

## Crime and the City Solution
В 1985 году Харви со своим старым другом Саймоном Бонни реформировал группу последнего Crime and the City Solution. В новый состав, помимо Саймона и Мика, вошли гитарист The Birthday Party Роланд С. Говард, его младший брат басист Гарри Говард и ударник Swell Maps Кевин Пол Годфри. Новая Crime and the City Solution выпустила лишь один студийный альбом, после чего троица основала собственную группу These Immortal Souls, к которой присоединилась клавишница Женевьева МакГаккин. В 1987 году Харви и Бонни собрали новый состав, в который вошли участник Einstürzende Neubauten Александр Хаке, супруга Бонни скрипач Бронуина Адамс, а также Томас Стерн и Крисло Гаас. Выпустив три студийных альбома, коллектив был расформирован в 1990 году. В воссоединении Crime and the City Solution 2011 года Мик участия не принял.

## Nick Cave and the Bad Seeds
Немного раньше Crime and the City Solution, Ник Кейв и Мик Харви вместе с лидером Einstürzende Neubauten Бликсой Баргельдом и участником Magazine Барри Адамсоном основали группу Nick Cave and the Bad Seeds, которая существует по сей день. Мик был её участником 25 лет и покинул состав The Bad Seeds в 2009 году, ссылаясь на личные проблемы и профессиональные разногласия. Позже он признался, что начал чувствовать себя лишним в группе ещё в 1997 году, во время записи альбома The Boatman’s Call. По словам музыканта, Ник всё больше стал советоваться с новым участником The Bad Seeds Уорреном Эллисом, в результате чего отношения между ним и Харви становились всё более напряжёнными. Свою роль также сыграло желание Мика проводить больше времени с семьёй и недовольство новыми аранжировками Кейва. Мультиинструменталист принимал участие в записи четырнадцати студийных альбомов The Bad Seeds, новый альбом 2013 года Push the Sky Away был подготовлен без его участия.

## Сольное творчество
Свои первые сольные альбомы Intoxicated Man и Pink Elephants Харви выпустил в конце 1990-х. В 2005 году вышел третий альбом One Man’s Treasure, который музыкант поддержал своими первыми сольными гастролями, в которых его сопровождали коллеги по The Bad Seeds Томас Уайдлер и Джеймс Джонстон, а также Рози Уэстбрук. После вышли ещё два альбома: Two of Diamonds и Sketches from the Book of the Dead, а также мини-альбом Kick the Drugs, изданный под авторством группы The Wallbangers. В 2013 году был выпущен концептуальный альбом Four (Acts of Love). Мик Харви также принимал участие в записи альбомов своего товарища по The Birthday Party Роланда С. Говарда Teenage Snuff Film и Pop Crimes и продюсировал работы коллег по The Bad Seeds Конвэя Савэджа и Хьюго Рэйса. Он был одним из участников коллектива британской исполнительницы Пи Джей Харви PJ Harvey Trio, продюсировал её альбомы Stories from the City, Stories from the Sea и Let England Shake, принимал участие в записи To Bring You My Love и Is This Desire?. Сыграл важную роль в проекте The Jeffrey Lee Pierce Sessions Project, посвящённому покойному лидеру The Gun Club Джеффри Ли Пирсу.